# Abu'l-Hasan al-Hasan ibn Ali
Vous pouvez aider à l'améliorer ou bien discuter des problèmes sur sa page de discussion.
- Certaines informations devraient être mieux reliées aux sources mentionnées dans la bibliographie ou les liens externes. Améliorez sa vérifiabilité en les associant par des références. (Marqué depuis février 2025)
- Les conventions bibliographiques ne sont pas respectées. La bibliographie et les liens externes sont à corriger. (Marqué depuis février 2025)
- Il n’est pas rédigé dans un style encyclopédique. (Marqué depuis février 2025)
- La traduction doit être revue. Le contenu est difficilement compréhensible à cause d’erreurs de traduction, peut-être dues à l’utilisation d’un logiciel de traduction automatique. (Marqué depuis février 2025)

Abu'l-Hasan al-Hasan ibn Ali ( arabe : أبوالحسن الحسن بن علي الزيدي ; 1167-1109) était le dernier souverain de la dynastie ziride d'Ifriqiya (1121-1148).

## Biographie

### Accession au pouvoir
Al-Hasan succède à son père, Ali ibn Yahya, à sa mort en 1121. À cette époque, le territoire ziride est déjà réduit aux côtes de l’actuelle Tunisie.

### Conflits avec la Sicile normande
Durant son règne, l’émirat fait face à des attaques croissantes du royaume italo-normand de Sicile. Les Normands, irrités par les raids almoravides sur leurs côtes, tiennent les Zirides pour responsables — le père d’Al-Hasan ayant sollicité l’aide des Almoravides contre la Sicile. En 1135, les Normands occupent Djerba, puis s’en prennent à la capitale ziride, Al-Mahdiya, qu’ils conquièrent en 1148.

### Déclin et fuite en exil
L’économie de l’État ziride, déjà affaiblie, est aggravée par des sécheresses et famines. Incapable de résister à l’invasion normande, al-Hasan se réfugie chez les Hammadides à Alger, où il est placé en résidence surveillée jusqu’en 1152.

### Captivité almohade et dernière tentative politique
En 1152, le califat almohade dirigé par Abd al-Mumin prend Alger. Al-Hasan est transféré à Marrakech, capitale almohade, où il plaide pour une reconquête de l’Ifriqiya. Une expédition almohade expulse les Normands d’Al-Mahdiya en 1160. Néanmoins, al-Hasan n’est autorisé à vivre que dans le quartier extra-muros de Zawila.

### Mort
Il y demeure jusqu’à la mort d’Abd al-Mumin, en 1167. Lorsqu’il reçoit l’ordre de retourner à Marrakech, il meurt en chemin à Tamesna.